# 784
784 (DCCLXXXIV) var ett skottår som började en torsdag i den julianska kalendern.

## Händelser

### Augusti
- 31 augusti — Paulus avgår som patriark av Konstantinopel.

### December
- 25 december — Tarasius väljs till patriark av Konstantionopel.

### Okänt datum
- Japan flyttar huvudstaden från Nara, och Naraperioden upphör.
- Den kinesiske ingenjören och prinsen Li Gao uppfinner en framgångsrik modell av hjulångarbåtar.

## Födda
- Li Jue, kinesisk kansler.

## Avlidna
- 17 maj – Li Kui, kinesisk kansler.
- 28 juli – Qiao Lin, kinesisk kansler.
- Li Ye, kinesisk kurtisan och poet.
- Patriark Paulus IV av Konstantinopel, patriark av Konstantinopel.